# Santa Maria de Talló
L'església de Santa Maria de Talló, és a la pedania de Talló, al terme municipal de Bellver de Cerdanya, a la ribera esquerra del riu Segre dintre de la comarca de la Baixa Cerdanya. Coneguda antigament amb el nom de Santa Maria Cabanaria (es creu per les nombroses cabanyes de pastors que havia pels voltants). A partir de l'any 1842 és santuari i va ser declarat el 1993 bé cultural d'interès nacional.

## Descripció
Construcció de pedra d'una sola nau amb volta de canó apuntat amb arcades laterals també apuntades, reforçada per uns arcs torals sostinguts per unes pilastres que coincideixen amb uns contraforts exteriors de secció circular. La capçalera està tancada per un absis semicircular amb ric aparell de petits carreus, decorat exteriorment amb arcuacions llombardes.
Al braç sud de la capella del transsepte hi ha la sagristia i a la corresponent del braç nord hi ha el campanar. És una església de cinc trams i nàrtex a l'entrada, amb cobertura de biga i pissarra. El nàrtex està conformat per tres arcs. Als peus de l'església hi ha un cor senzill amb balustrada de fusta al qual s'accedeix a través d'unes escales situades al sud-oest. Les obertures són fenedures closes amb alabastre o finestres sageteres. Al presbiteri, al bell mig de l'altar, s'hi venera la Mare de Déu de Talló, del segle xiii.

### Exterior
La façana principal amb una gran entrada conserva els ferros originals, damunt de la qual al centre hi ha una òcul i dues finestres estretes, es remata amb una espadanya petita de dos buits. A l'absis s'observa un fris d'arcs cecs sostinguts per mènsules de forma triangular. La construcció data de mitjan segle xi. La torre campanar va ser construïda el segle xvii. La porta, a ponent, és d'arc de mig punt i és ferrada, amb ferros típics romànics de l'alta i baixa Cerdanya. Va ser renovada modernament. Hi ha un baldaquí de metall de Toledo  de 1965.
El campanar fou construït amb carreus de pedra, de planta rectangular i tres cossos d'alçada. El coronament superior és més petit que la resta, presenta base octogonal i penell, amb coberta de pissarra. Va ser construïda al segle xvi, en una de les transformacions de l'església.

### Béns mobles
Tres elements patrimonials mobles formen part integrant de la declaració de monument històric. La Mare de Déu de Talló és una talla romànica policromada i restaurada al segle xix. A l'interior hi ha el sepulcre de Raimon de Morer, ardiaca de Cerdanya, mort el 8 de desembre de 1307. Té una inscripció sobre pedra, amb un text llatí gravat en dues línies amb caràcters gòtics. Als costats, una mica a sota, dos cercles en relleu, amb un arbre de morera cadascun.
Hi ha dos fragments d'esteles. Un prové d'una estela rodona amb una creu en relleu, del segle xii o XIII. L'altre presenta un relleu amb un motiu d'arc gòtic trilobulat i el puny d'una espasa o potser una T. Aquestes esteles procedeixen del cementiri antic que estava al costat dret del camí d'entrada al porxo de l'església. Al sepulcre de Raimon de Morer, ardiaca de Cerdanya, mort el 8 de desembre de 1307, hi ha una inscripció sobre pedra, amb un text llatí gravat en dues línies amb caràcters gòtics. Als costats, una mica a sota, dos cercles en relleu, amb un arbre (morera) cadascun. El text llatí diu: ":AN (n) O:D (omi) NI:M:CCC:VII:DIE:VI:IDUS:D (e) CE (m) BRIS.HOBIIT:D (omi) N (u) S:R (aimundu) s:D (e) :MORERIO:ARCHI (di) ACHON/US:CERITANIE:CUIUS:ANIVERSAR (ius o ia): (!) REQ (ui) ESCA (n) T (!) : I (n) PACE.
A l'interior de l'església es troba la Mare de Déu de Talló, talla romànica policromada i restaurada al segle xix. Tant el sepulcre de Raimon de Morer, com la imatge de la Mare de Déu del Talló, com els fragments d'esteles són Béns Mobles integrants de la declaració de BCIN.

## Història
Com canònica ja existia l'any 891, car estaven presents el seu ardiaca amb clergues a la consagració de l'església de Sant Andreu de Baltarga. A l'acta de consagració de Santa Maria d'Urgell al segle ix, és anomenada en primer lloc i fent esment de les esglésies i pobles que li pertanyies. Al segle x el bisbe Sisebut la va donar a l'església de la Seu d'Urgell.
La Cerdanya va formar sempre un pagus o demarcació del bisbat d'Urgell. Talló, esmentat per alguns documents com el "pagus Tollonensis", encapçala la llista de parròquies de la Cerdanya, en l'Acta de Consagració de la Seu d'Urgell datada el 839. L'organització deganal la va erigir el bisbe Guillem de Montcada, dominic, el 1299. Cada deganat tenia un dignatari o degà que cuidava els rectors de les parròquies del seu territori, els representava i exercia sobre ells una jurisdicció delegada del bisbe. El primer degà de L'ardiaca de Cerdanya, fou Raimon de Morer, que actuà també com a representant del rei de Mallorca, amb el títol d'«ardiachonus Certanie» com ens recorda la seva làpida sepulcral. Durant el seu mandat es va ampliar la primitiva església de Talló, convertint-la en la Col·legiata actual.
En el lloc de Talló, a la darrera dècada del segle xi hi havia instal·lada una canònica agustiniana, la qual es mantingué fins al segle xiv. Consta una donació del comte Ramon Guifré de Cerdanya el 1098. Hi havia residit l'ardiaca de la Cerdanya, dignitat canònica de la Seu d'Urgell. Actualment el santuari dedicat a la Mare de Déu de Talló és sufragani de la parròquia de Bellver. Va ser declarat bé d'interés cultural (BIC) el 1991. Le sesteles procedeixen del cementiri antic de l'església i col·legiata de Talló, que era al costat dret del camí d'entrada al porxo de l'església.

## Galeria

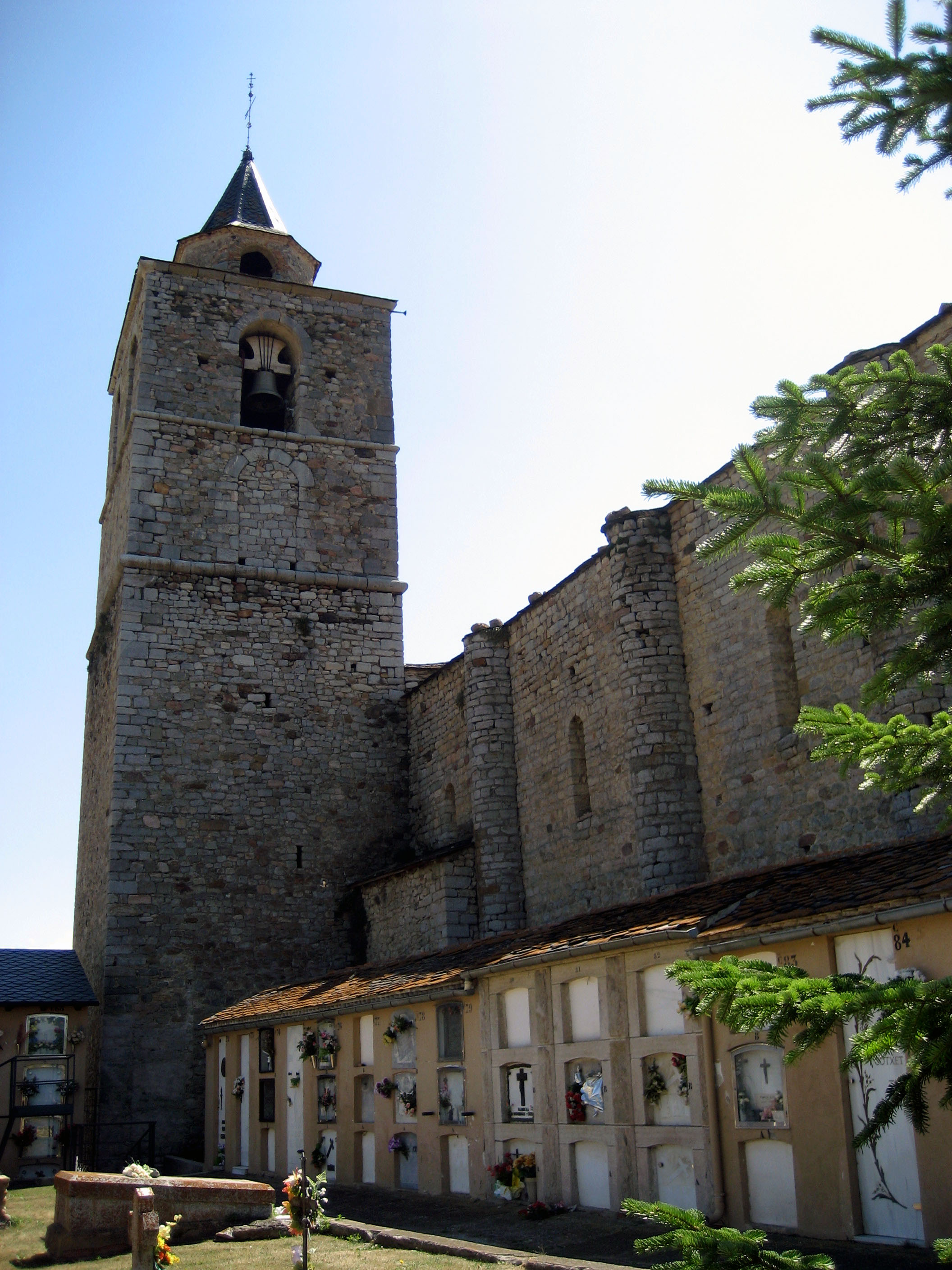
Campanar i façana lateral amb el cementiri
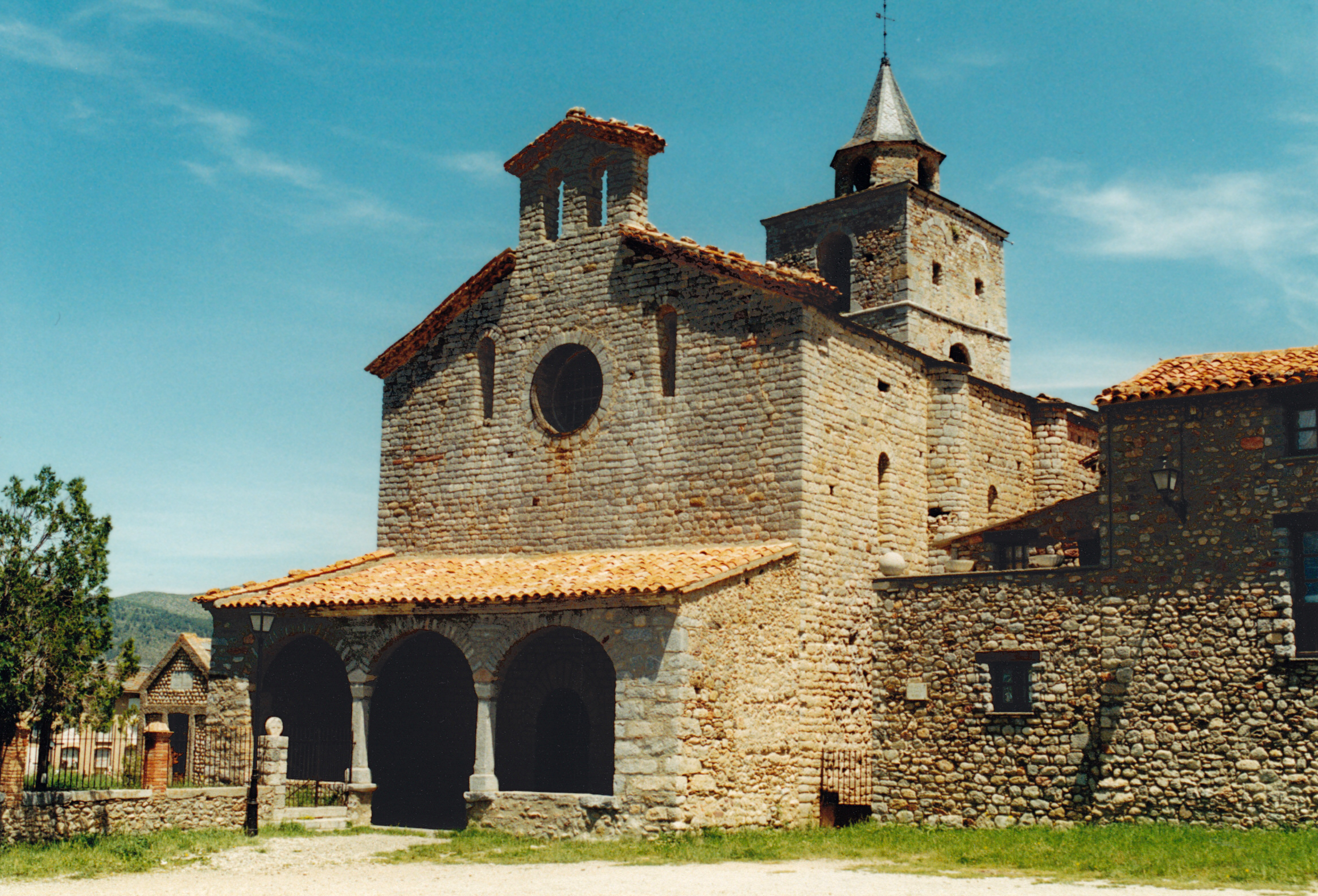
Vista general
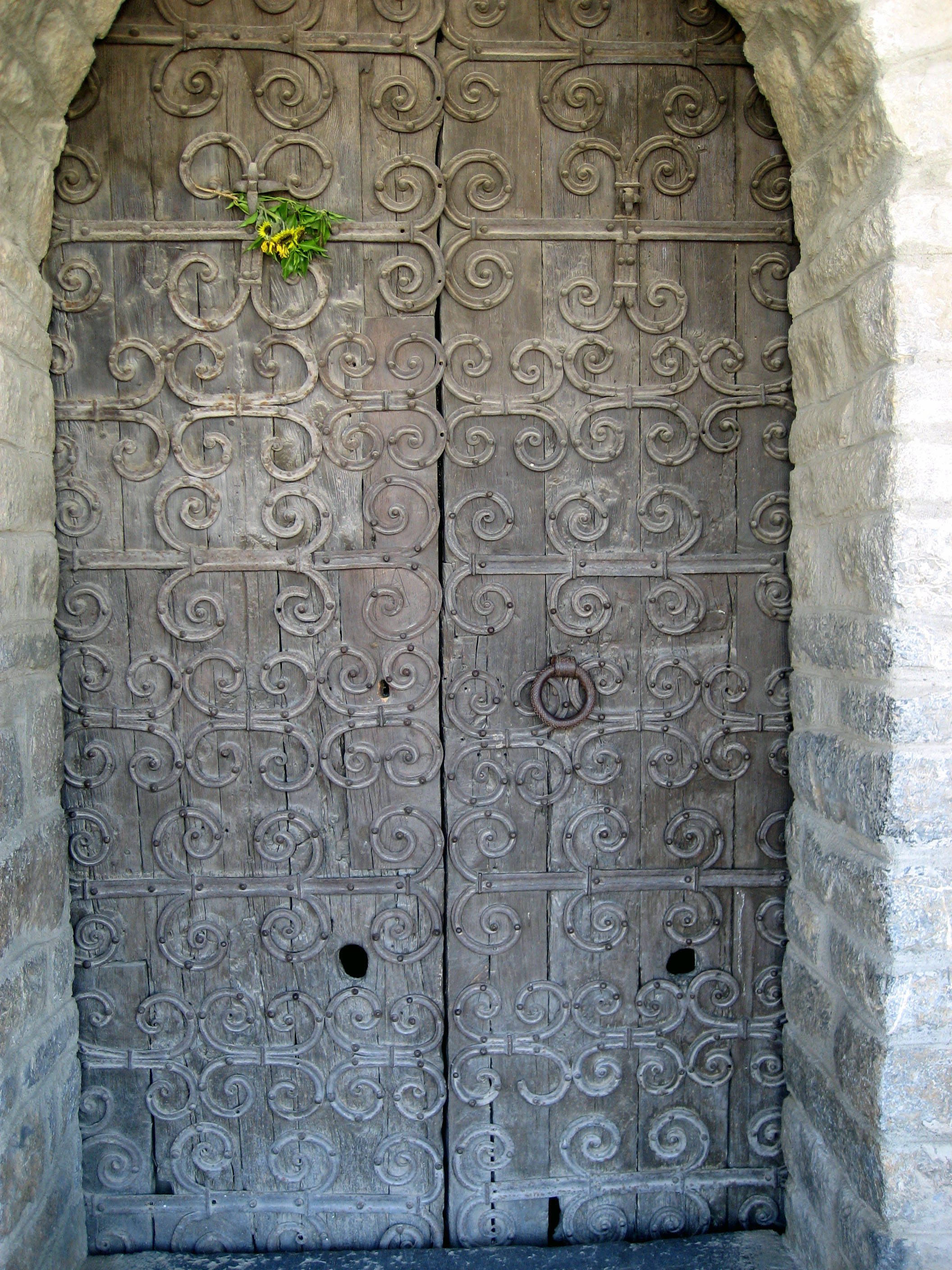
Porta amb la ferramenta romànica
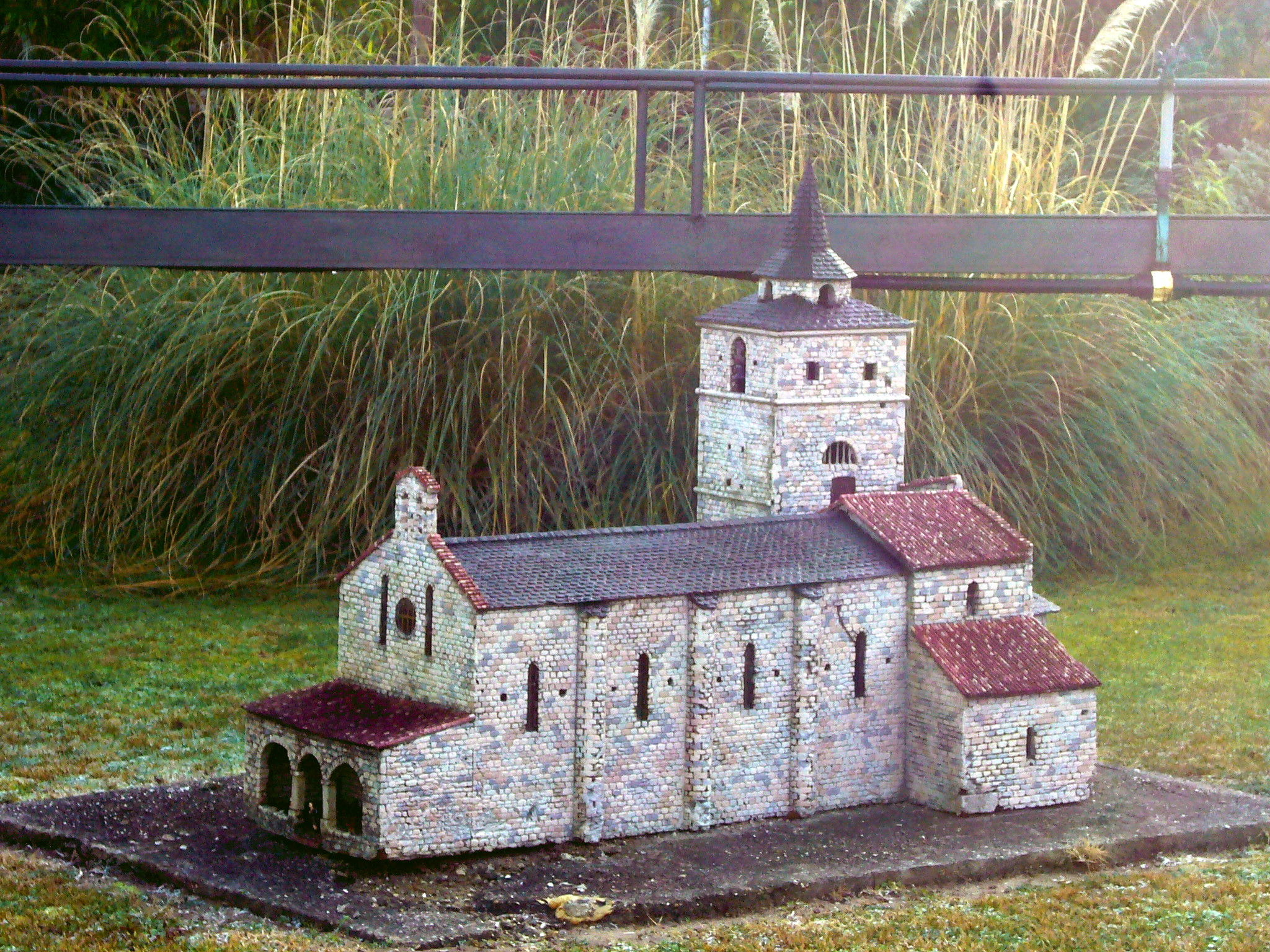
Maqueta a Catalunya en Miniatura de l'església
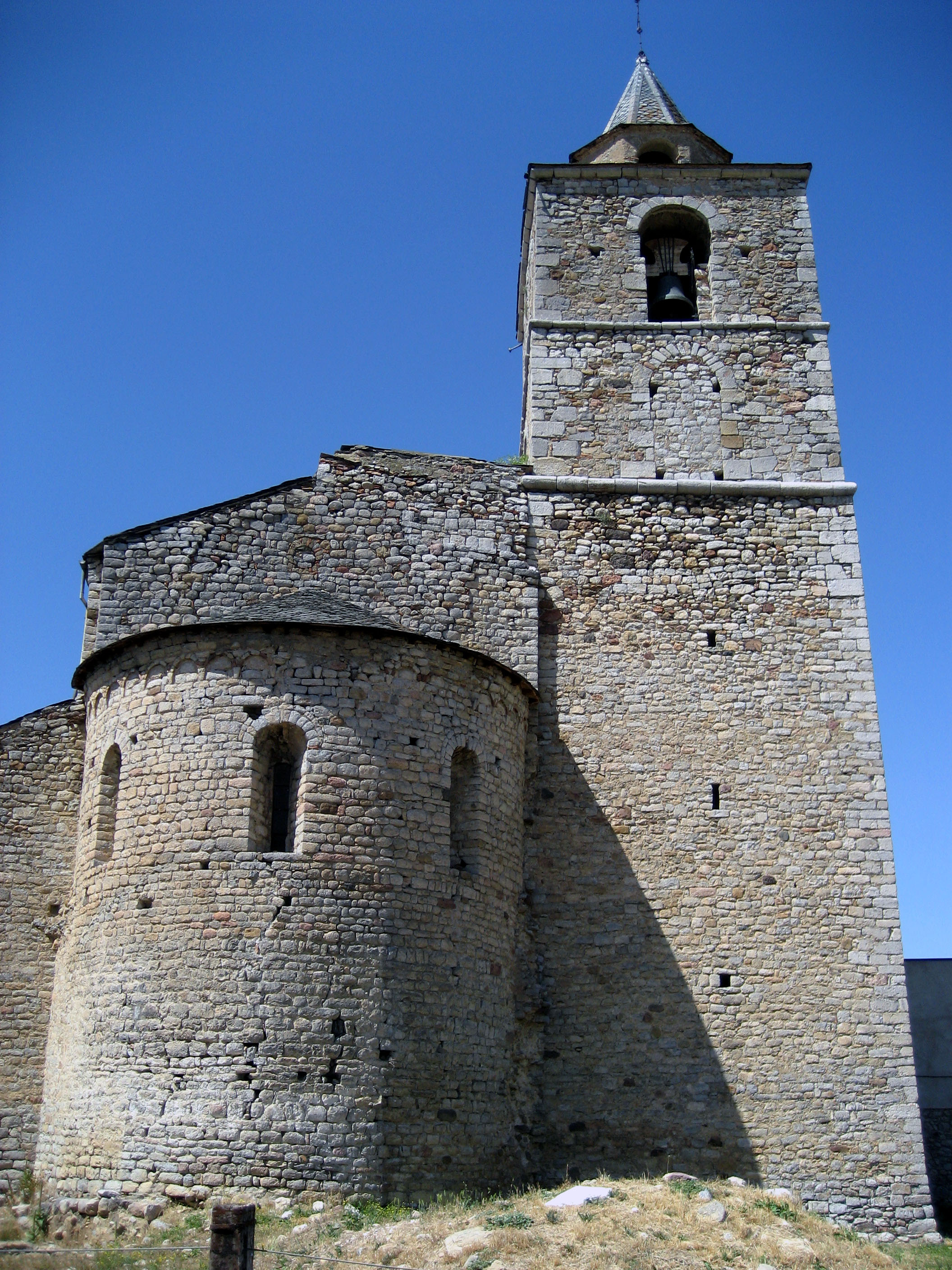
Absis i campanar